# 林周 (野球)
林 周（はやし あまね、リンシュー、1999年8月6日 - ）は、千葉県柏市出身のオーストラリアンフットボール選手で、元野球選手。野球選手としての登録名は「リンシュー」の読みを使用していた。
AFL（オーストラリアン・フットボール・リーグ）JAPANリーグ TokyoBaySuns 所属。
ポジションは野球では外野手および一塁手、オーストラリアンフットボールではフォワードとミッドフィールダー。
日本のプロ野球(独立リーグ)選手ではじめて、ワンシーズンに2つのプロスポーツリーグでプレーをした選手となった。

## 経歴
2021年は、北海道ベースボールリーグの富良野ブルーリッジに所属したが、9月16日に「本人の申出により」退団した。
2022年2月2日、同じリーグの奈井江・空知ストレーツと契約を結んだことが発表された。1シーズンプレーし、9月30日に退団（任意引退）が発表された。

## 詳細情報

### 背番号
- 91 （2021年 - 2022年）